# Ronald Rohrer

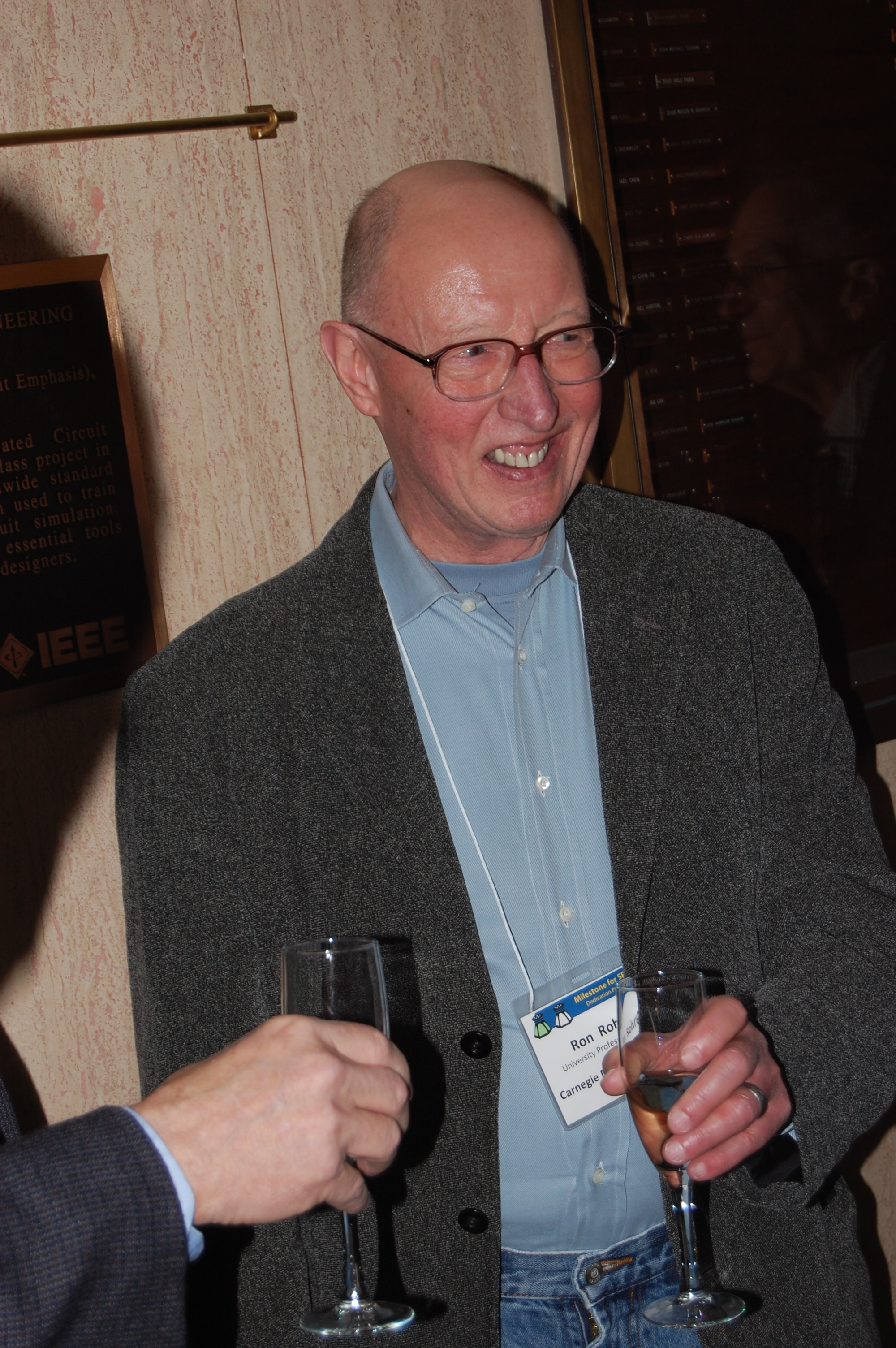
Ronald A. Rohrer

Ronald A. Rohrer (* 19. August 1939) ist ein US-amerikanischer Informatiker und Elektroingenieur, der ein Pionier der Simulation integrierter Schaltkreise in den 1960er Jahren war.
Rohrer studierte am Massachusetts Institute of Technology mit dem Bachelor-Abschluss 1960 und an der University of California, Berkeley, mit dem Master-Abschluss 1961 und der Promotion in Elektrotechnik 1963. Er war ab 1963 Assistant Professor an der University of Illinois at Urbana-Champaign, ab 1965 an der State University of New York at Stony Brook und ab 1966 an der University of California, Berkeley, an der er auch Associate Professor wurde und bis 1972 lehrte. 1968 bis 1970 war er bei Fairchild Semiconductor in Palo Alto. 1971/72 war er Manager bei Softech. 1974/75 war er Professor an der Carnegie Mellon University (CMU), wohin er nach Professuren an der Southern Methodist University, der University of Maine und der University of Colorado und Stationen in der Industrie (wie bei General Electric) 1985 zurückkehrte. 1989 bis 1992 leitete er dort das CAD Exzellenzzentrum und 1990 wurde er Howard M. Wilkoff University Professor.
Das Vorgängerprojekt CANCER (Computer Analysis of Nonlinear Circuits Excluding Radiation) von SPICE entstand bei ihm in Berkeley als Klassenprojekt, an dem auch der Hauptentwickler von SPICE Larry Nagel teilnahm. SPICE wurde zuerst 1973 vorgestellt und wurde zum Industriestandard.
In den 1980er Jahren entwickelte er an der CMU  den Asymptotic Waveform Evaluation (AWE) Algorithmus, der eine sehr effiziente zeitliche Simulation von integrierten Schaltkreisen mit einer großen Zahl parasitärer Elemente ermöglichte.
Er ist Life Fellow des IEEE und war 1986/87 Präsident von deren Circuit and Systems Society. Er ist Mitglied der National Academy of Engineering. 1966 bis 1969 war er Associate Editor der IEEE Transactions on Circuit Theory. ER erhielt die IEEE Medal of Honor.

## Schriften
- mit Lawrence Pillage, Chandramouli Visweswariah: Electronic circuit and system simulation methods, McGraw Hill 1995
- mit Michael Reed: Applied introductory circuit analysis for electrical and computer engineers, Prentice Hall 1999